# Jevgenij Kissin

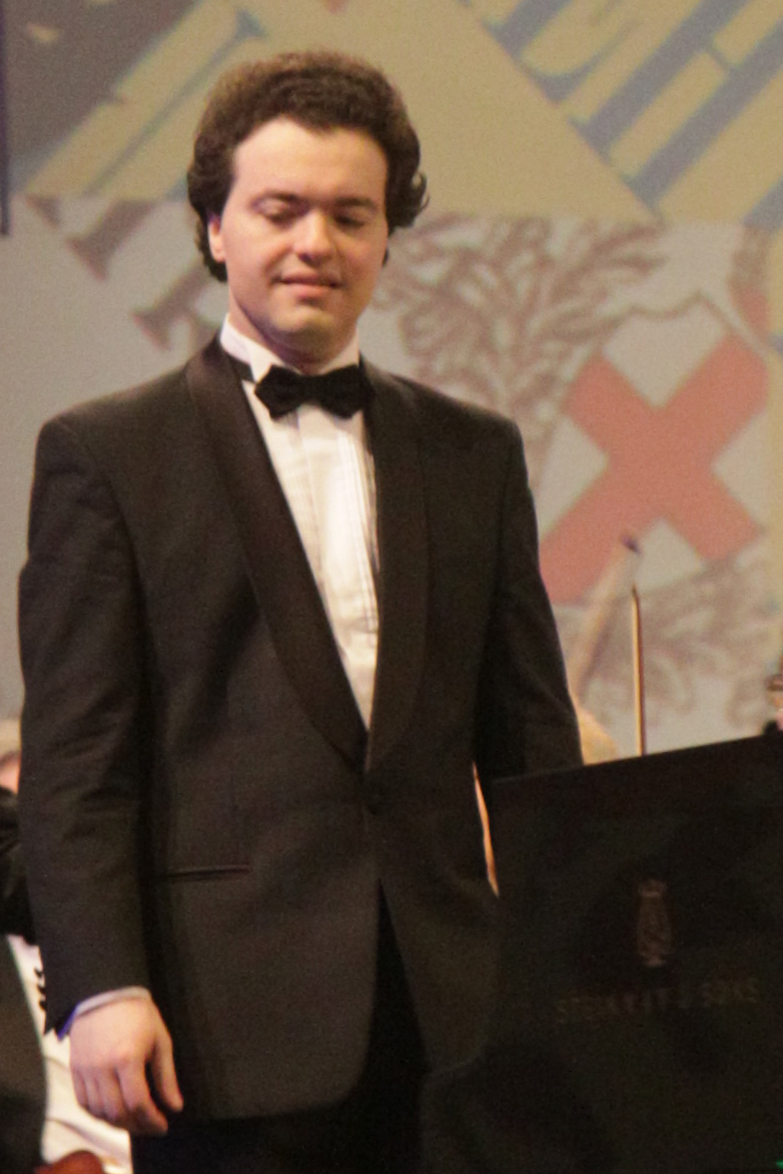
Jevgenij Kissin

Jevgenij Igorevitj Kissin (ryska: Евгений Игоревич Кисин, Jevgenij Igorevitj Kisin), född den 10 oktober 1971 i Moskva, är en rysk pianovirtuos. Han debuterade som konsertpianist år 1984 i Moskvakonservatoriets konserthall där han framförde Chopins båda pianokonserter samt sex extranummer. Jevgenij Kissin räknas till världseliten bland pianister med en fulländad teknik, men kritiseras ibland för att tillhöra den mer mekaniskt/tekniskt inriktade skolan av nya pianister.[källa behövs]